# Paradrina casearia
Paradrina casearia là một loài bướm đêm trong họ Noctuidae.